# Cúcuta
Cúcuta (offiziell San José de Cúcuta) ist die siebtgrößte Stadt Kolumbiens und Hauptstadt sowie eine Gemeinde (municipio) im Departamento Norte de Santander. Die Stadt liegt im Nordosten des Landes an der Grenze zu Venezuela. Cúcuta ist das Zentrum der Metropolregion Cúcuta.

## Geografie

### Geografische Lage
Cúcuta liegt auf ca. 320 Meter über dem Meeresspiegel und ist ca. 600 Kilometer von Bogotá und ca. 550 Kilometer von Caracas in Venezuela entfernt. Die Stadt hat eine Durchschnittstemperatur von 28 Grad Celsius. Sie wird vom Río Pamplonita durchflossen, der bei Puerto Santander in den Río Zulia mündet. Am östlichen Stadtrand, an der Grenze zu Venezuela, verläuft der Río Táchira, der im Nordosten der Stadt in den Río Pamplonita mündet.
Die Gemeinde grenzt im Norden an Tibú, Puerto Santander sowie an den Bundesstaat Zulia in Venezuela, im Osten an den venezolanischen Bundesstaat Táchira, im Süden an Villa del Rosario, Los Patios und Bochalema und im Westen an San Cayetano, El Zulia und Sardinata.
Der östliche Nachbarort in Venezuela ist Ureña. Im Südosten liegt, ebenfalls in Venezuela, der Ort San Antonio, der mit Cúcuta eine kleine „Freizone“ bildet; das heißt, dass die Bewohner beider Länder sich in beiden Städten bewegen können. Aufgrund der Grenznähe gibt es in Cúcuta nur wenige offizielle Tankstellen. Ein Großteil des verkauften Benzins wird illegal aus Venezuela eingeführt, wo es erheblich günstiger ist. Dies hat dazu geführt, dass sich in Cúcuta ein informeller Handel für Kraftstoffe entwickelt hat. Der Kraftstoff ist jedoch häufig gepanscht und verschmutzt.

### Bevölkerung
1939 hatte Cúcuta 59.000 Einwohner; 1990 bereits 532.000. Für das Jahr 2019 werden vom Departamento Administrativo Nacional de Estadística (DANE) 674.831 Einwohner hochgerechnet, von denen 652.149 im städtischen Teil der Gemeinde (cabecera municipal) leben. In der Metropolregion Cúcuta leben 892.732 Menschen.
Während der Versorgungskrise in Venezuela überquerten im Sommer 2018 täglich 30.000 Menschen bei Cúcuta die Grenze. Schätzungsweise 80.000 Migranten hatten sich in der Stadt niedergelassen, die meisten schlugen sich im informellen Sektor durch. Viele wurden von Zivilisten aufgenommen, welche sich an die Zeiten erinnerten, als Kolumbianer ins sichere und reiche Venezuela flüchteten. Das Universitätsspital verzeichnete aufgrund kaum mehr funktionierender Spitäler im Nachbarland ab Sommer 2018 mehr venezolanische Geburten als kolumbianische.

### Tötungsdelikte
Cúcuta ist nach einer Studie der Organisation El Consejo Ciudadano para la Seguridad Pública y la Justicia Penal (deutsch „Bürgerrat für öffentliche Sicherheit und Strafrecht“) die drittgefährlichste Stadt Kolumbiens und weltweit auf dem 50. Platz im Jahre 2017. Insgesamt 290 Mordfälle bei einer Einwohnerzahl von 833.743 entspricht einer Mordrate von 34,78 auf 100.000 Einwohner.

### Gemeindegliederung

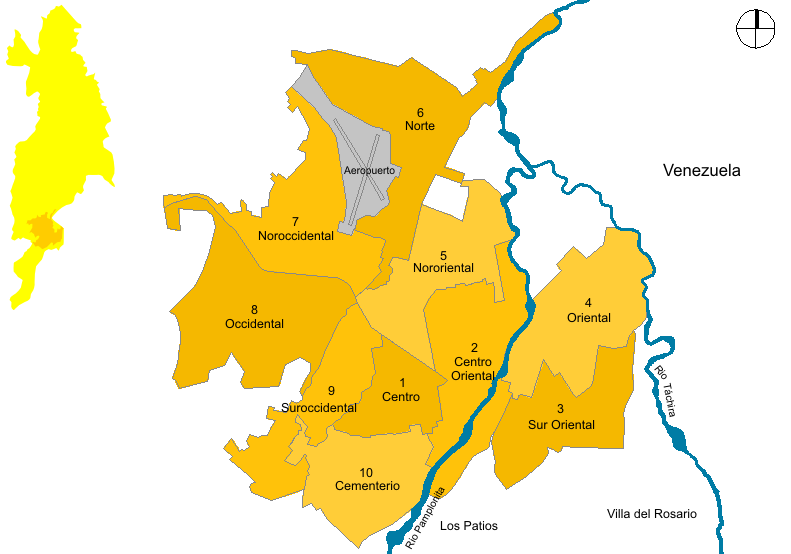
Comunas von Cúcuta
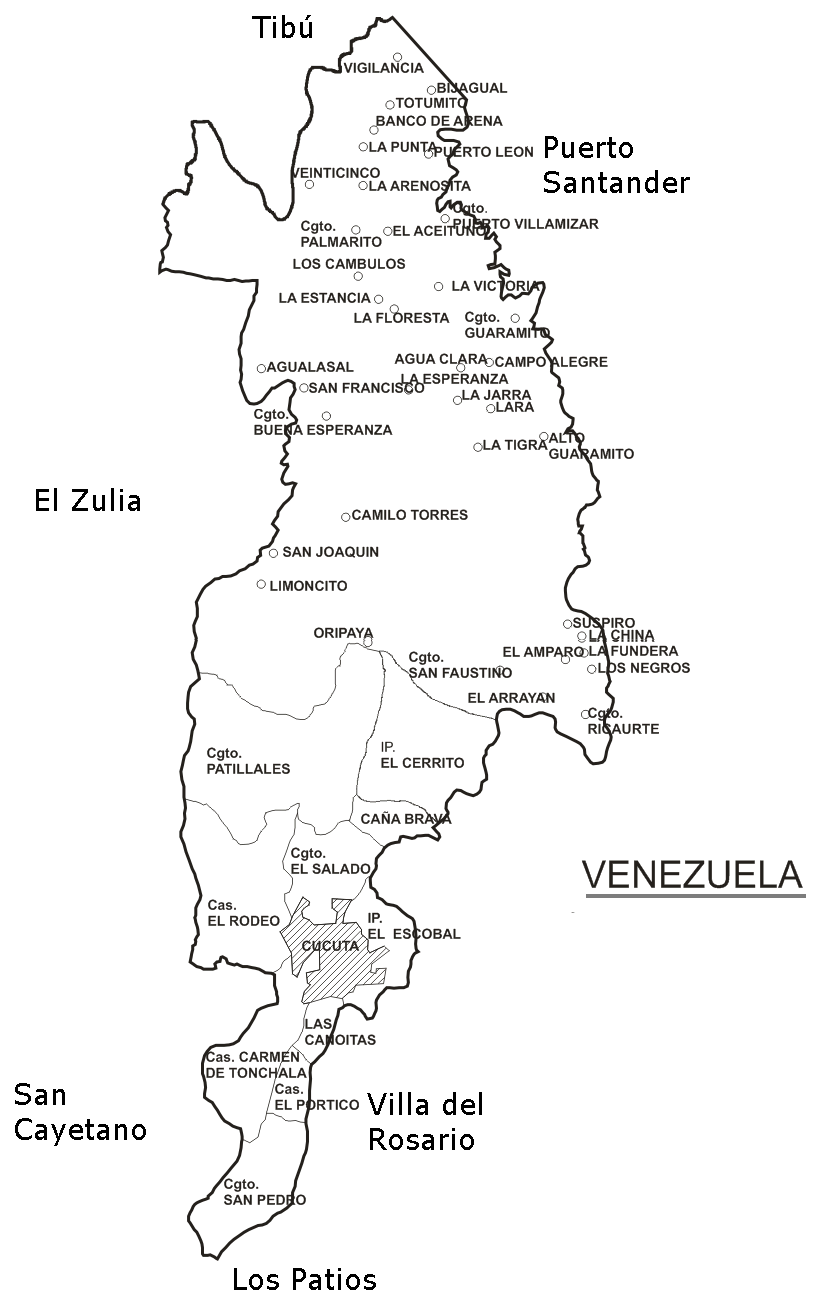
Ländlicher Teil von Cúcuta
Metropolregion Cúcuta

Die Stadt ist in zehn Stadtbezirke („comunas“) unterteilt, die wiederum in 6.185 Viertel („barrios“) unterteilt sind. Das ländliche Gebiet der Gemeinde Cúcuta besteht aus zehn Corregimientos und neun ländliche Verwaltungsuntereinheit („caseríos“).
Comunas
1. Centro
2. Centro Oriental
3. Sur Oriental
4. Oriental
5. Nororiental
6. Norte
7. Noroccidental
8. Occidental
9. Suroccidental
10. Cementerio

Corregimientos
- Aguaclara
- Banco de Arena
- La Buena Esperanza
- El Soldado
- Puerto Villamizar
- Ricaurte
- San Faustino
- San Pedro
- Guaramito
- El Palmarito

Caseríos
- Arrayanes
- Boconó
- Alto Viento
- El Carmen
- El Pórtico
- El Rodeo
- La Jarra
- Puerto León
- Puerto Nuevo

Metropolregion
Zur Metropolregion Cúcuta gehören neben Cúcuta die Gemeinden Los Patios, Villa del Rosario, San Cayetano, El Zulia und Puerto Santander. Die Metropolregion wurde offiziell 1991 gebildet.

### Klima
|                       | Jan  | Feb  | Mär  | Apr  | Mai  | Jun  | Jul  | Aug  | Sep  | Okt  | Nov  | Dez  |   |      |
| Mittl. Tagesmax. (°C) | 31,2 | 31,4 | 31,7 | 31,6 | 32,7 | 32,6 | 32,7 | 33,8 | 34,0 | 33,0 | 31,9 | 31,1 | ⌀ | 32,3 |
| Mittl. Tagesmin. (°C) | 20,7 | 21,1 | 21,8 | 22,0 | 22,6 | 23,0 | 22,8 | 22,9 | 22,7 | 22,0 | 21,7 | 21,0 | ⌀ | 22   |
|                       |      |      |      |      |      |      |      |      |      |      |      |      |   |      |
| Niederschlag (mm)     | 37   | 33   | 57   | 106  | 85   | 37   | 32   | 33   | 72   | 140  | 117  | 69   | Σ | 818  |
|                       |      |      |      |      |      |      |      |      |      |      |      |      |   |      |
| Sonnenstunden (h/d)   | 6,5  | 5,8  | 5,1  | 4,8  | 5,8  | 5,7  | 6,5  | 6,8  | 6,7  | 6,3  | 6,3  | 6,0  | ⌀ | 6    |
|                       |      |      |      |      |      |      |      |      |      |      |      |      |   |      |
| Regentage (d)         | 4    | 5    | 6    | 9    | 9    | 8    | 8    | 7    | 8    | 11   | 8    | 6    | Σ | 89   |
|                       |      |      |      |      |      |      |      |      |      |      |      |      |   |      |
| Luftfeuchtigkeit (%)  | 69   | 71   | 66   | 68   | 65   | 62   | 61   | 60   | 60   | 65   | 69   | 71   | ⌀ | 65,6 |

| 20,7 |

| 21,1 |

| 21,8 |

| 22,0 |

| 22,6 |

| 23,0 |

| 22,8 |

| 22,9 |

| 22,7 |

| 22,0 |

| 21,7 |

| 21,0 |

| 20,7 |

| 21,1 |

| 21,8 |

| 22,0 |

| 22,6 |

| 23,0 |

| 22,8 |

| 22,9 |

| 22,7 |

| 22,0 |

| 21,7 |

| 21,0 |

| N i e d e r s c h l a g | 37  | 33  | 57  | 106 | 85  | 37  | 32  | 33  | 72  | 140 | 117 | 69  |
|                         | Jan | Feb | Mär | Apr | Mai | Jun | Jul | Aug | Sep | Okt | Nov | Dez |

## Geschichte
Cúcuta wurde 1733 gegründet. Simón Bolívar eroberte 1813 die Stadt und setzte von hier den Marsch auf Caracas fort. In der Rosenkranzkirche tagte 1821 der konstituierende Kongress von Großkolumbien.
Am 18. Mai 1875 wurde die Stadt von einem Erdbeben größtenteils zerstört, aber relativ schnell wieder aufgebaut. 1888 wurde Cúcuta an das Eisenbahnnetz angeschlossen.
Seit 1956 ist Cúcuta Sitz des römisch-katholischen Bistums Cúcuta. 1962 wurde die Universität Francisco de Paula Santander in Cúcuta gegründet. Darüber hinaus gibt es einen Campus der Universität Pamplona, die 1960 gegründet wurde.
Bei einem Flugunfall im Oktober 1965 nahe der Stadt kamen die vier Insassen ums Leben.

## Infrastruktur
Cúcuta verfügt über einen Flughafen, den Aeropuerto Internacional Camilo Daza (IATA-Flughafencode: CUC), der von Avianca, LAN Colombia, Copa Airlines Colombia und Satena mehrmals täglich angeflogen wird und die Stadt mit allen Großstädten Kolumbiens verbindet.

## Sport

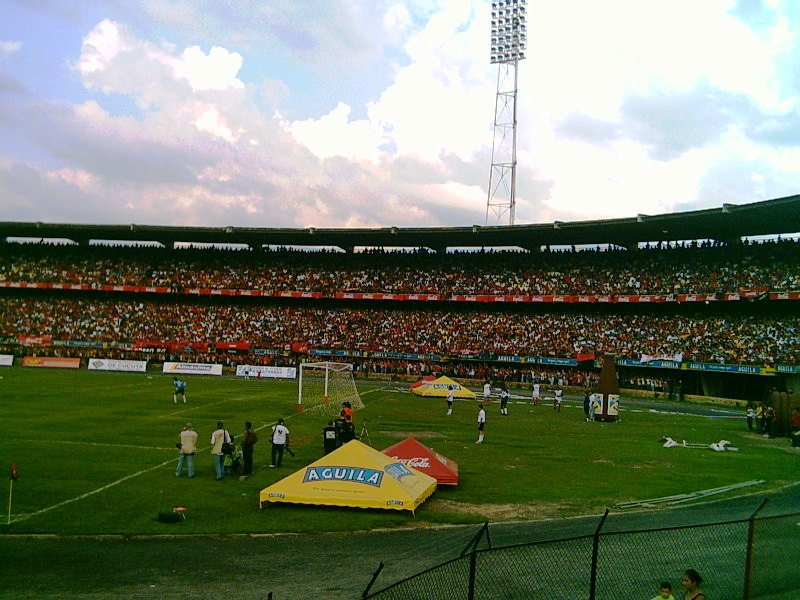
Estadio General Santander

In Cúcuta ist die Fußball-Mannschaft Cúcuta Deportivo beheimatet, die derzeit in der zweiten Liga spielt. Der größte Erfolg des Vereins war der Gewinn der Erstliga-Meisterschaft 2006. Die Spielstätte von Cúcuta Deportivo ist das Estadio General Santander, das 42.901 Zuschauern Platz bietet.
Cúcuta war einer der Austragungsorte der Basketball-Weltmeisterschaft 1982 und alleiniger Austragungsort der Basketball-Südamerikameisterschaft 1955,  und der Basketball-Südamerikameisterschaft der Damen 1984.

## Söhne und Töchter der Stadt
- Luis Pérez Hernández (1894–1959), römisch-katholischer Ordensgeistlicher, Bischof von Cúcuta
- Virgilio Barco (1921–1997), kolumbianischer Präsident 1986–1990
- José Abrajim Elcure (1922–1986), Pianist, Geiger und Komponist
- Fabiola Zuluaga (* 1979), ehemalige Tennisspielerin
- Damián Santín (* 1980), uruguayischer Fußballspieler
- Alexander Guzmán (* 1985), Fußballschiedsrichterassistent
- James Rodríguez (* 1991), Fußballspieler
- Jhonatan Agudelo (* 1992), Fußballspieler
- Yuliana Lizarazo (* 1993), Tennisspielerin
- Camila Osorio (* 2001), Tennisspielerin
- Ángel Barajas (* 2006), Turner